# Noviherbaspirillum canariense
Noviherbaspirillum canariense es una especie de bacteria gramnegativa del género Noviherbaspirillum. Fue descrita en el año 2013. Su etimología hace referencia a las Islas Canarias, España. Anteriormente se describió como Herbaspirillum canariense en el año 2012. Es aerobia y móvil por flagelo polar. Tiene un tamaño de 1-1,3 μm de ancho por 1,6-1,9 μm de largo. Catalasa y oxidasa positiva. Forma colonias circulares, convexas, opacas y de color blanco-cremoso en agar TSA tras 2 días de incubación. Temperatura de crecimiento entre 20-30 °C, óptima de 28 °C. Es sensible a cefuroxima, ciprofloxacino, eritromicina, gentamicina, neomicina, polimixina y tetraciclina. Resistente a los antibióticos: ampicilina, penicilina y cloxacilina. Tiene un contenido de G+C de 61,6%. Se ha aislado del suelo en Tenerife, España. 